# Toxorhina muliebris
Toxorhina muliebris là một loài ruồi trong họ Limoniidae. Chúng phân bố ở miền Tân bắc.